# Melgar de Abajo
Melgar de Abajo és un municipi de la comarca Tierra de Campos de la província de Valladolid a la comunitat autònoma de Castella i Lleó. Té una superfície de 22,91 km² amb una població de 110 habitants i una densitat de 4,8 hab/km².
El municipi té dues esglésies, l'església de San Salvador (restaurada el 2010) i l'església de San Juan. També tenen un interès particular els colomars que envolten el municipi, que són típics de la comarca.
Per Melgar de Abajo passa el Riu Cea, del qual s'abasta d'aigua el poble.

## Economia
Es tracta d'un territori desforestat, on predominen els conreus de cereals. La seva principal economia es basa en l'agricultura i la ramaderia, principalment ovina y bovina.
Existeixen també dues bodegues i una fàbrica d'embotits, tradicionals de Melgar de Abajo.

### Bodega Melgarajo[1]
Actualment hi ha una bodega de vins anomenada Melgarajo. Aquest és un projecte col·lectiu de desenvolupament rural sostenible, promogut per viticultors de Melgar de Abajo.
La vinya està situada a tres quilòmetres de Melgar de Abajo, a la carretera que uneix Melgar de Abajo i Joarilla de las Matas. La varietat més nombrosa de la plantació de 62 ha. és la Prieto Picudo, autòctona d'aquesta zona, que ofereix vins de gran qualitat i es complementa amb les varietats Verdejo i Tempranillo. Els vins de Melgarajo tenen la Denominació d'Origen Terra de Lleó. Cada any, entre la fi de setembre i l'inici d'octubre tant els treballadors com la gent del poble fan la collita del raïm i organitzen la festa de la verema.

## Demografia[2]
| Evolució demogràfica de Melgar de Abajo entre 1996 i 2014 |      |      |      |      |      |      |
| 1996                                                      | 2001 | 2004 | 2007 | 2009 | 2011 | 2014 |
| 202                                                       | 175  | 170  | 156  | 142  | 142  | 120  |

## Govern municipal
Actual distribució de l'Ajuntament
| Partit Popular (PP)                     | 4 |
| Partit Socialista Obrer Espanyol (PSOE) | 1 |

Històric d'alcaldes
| 1999 - 2003       | María Luz Santos Franco                 |
| 2003 - 2007       | Fabián Zacarías Rodríguez Argüello (PP) |
| 2007 - 2011       | Fabián Zacarías Rodríguez Argüello (PP) |
| 2011 - Actualitat | Ángel Calvo Crespo (PP)                 |

## Festivitats
- 1, 2, 3 i 4 de juliol: Festes patronals de Santa Isabel.
- 27, 28 i 29 de desembre: Sant Joan Evangelista.